# タイワンアシカキ
タイワンアシカキ（Leersia hexandra Sw.）は、イネ科の植物の1つで、南西諸島から熱帯に掛けて湿地や水の周りに生え、往々に水面に広がる。

## 特徴
細い茎が斜めに、あるいは真っ直ぐに伸びる多年生の草本。稈は高さ30～100cmにまでなり、匍匐枝を多く伸ばし、節からは根を下ろすことがある。茎の節には毛がある。葉身は線状披針形をしており、長さ5～20cm、幅3～10mmで先端は突き出して尖り、表面はざらつきがある。花序は茎の先端から抜き出て生じ、円錐花序はその外形が卵円形から長楕円形で、長さは5～12cmになり、花序の枝は細くて斜め上向きに伸びるか横に開いて伸び、多数の小穂を花軸の片面にだけ付ける。
小穂は長楕円形で長さ3～3.5mm、淡緑色でざらつきがあることがある。本属の小穂はイネ属に似て単一の小花に護頴と内頴のみが発達し、イネ属では包頴が小さいながら存在するが、本属では包頴は消失しているので、護頴と内頴のみからなる。護頴と内頴の竜骨には毛がある。葯は長さ1.5～2.5mm。
和名のアシカキの部分は同属で日本本土に見られるものであり、植物体に強いざらつきがあって水田で雑草を取る際に人の足を掻くことから名付けられたものである。本種も上記のように植物体の表面にかなり強いざらつきがある。

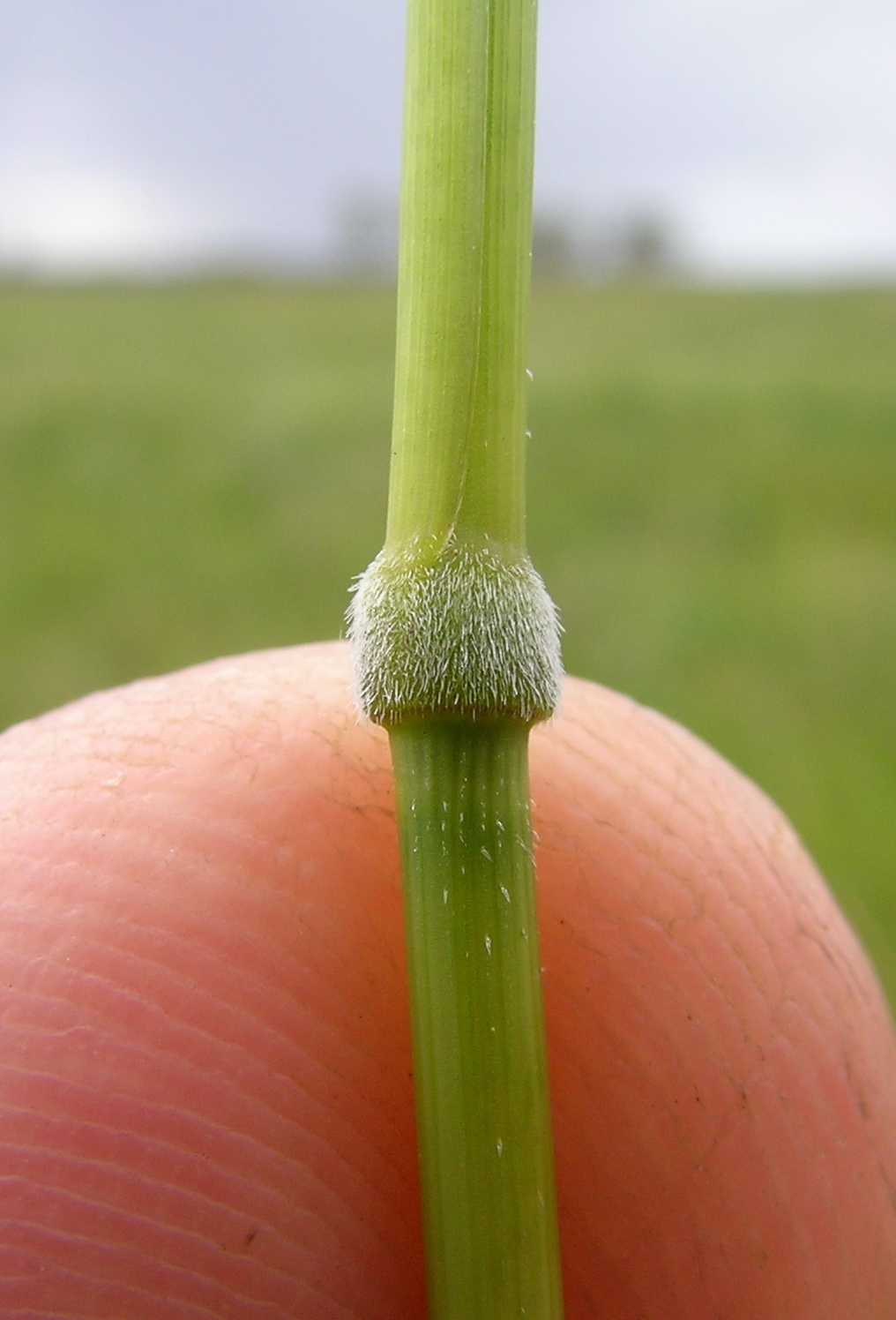
茎の節の様子
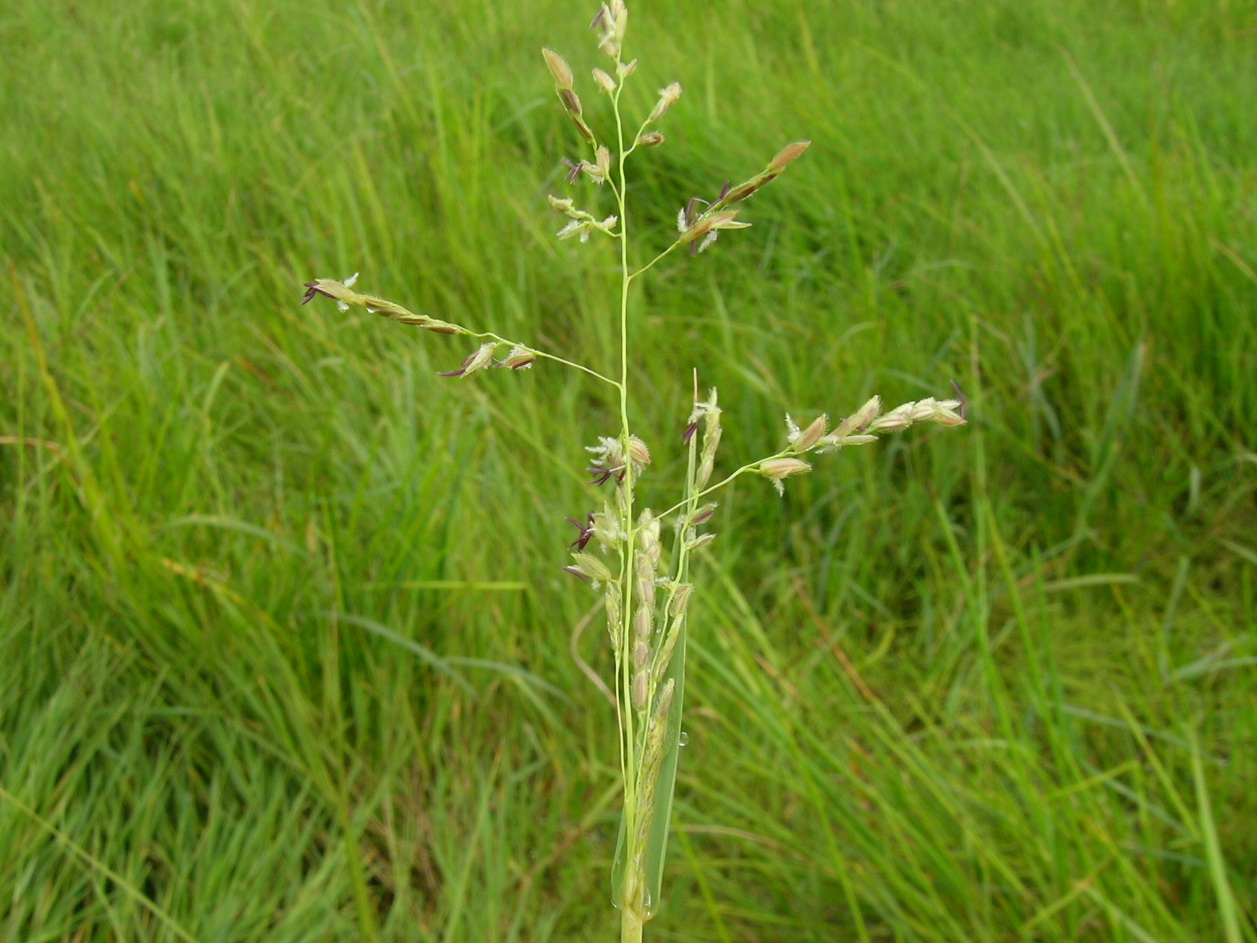
穂の全景
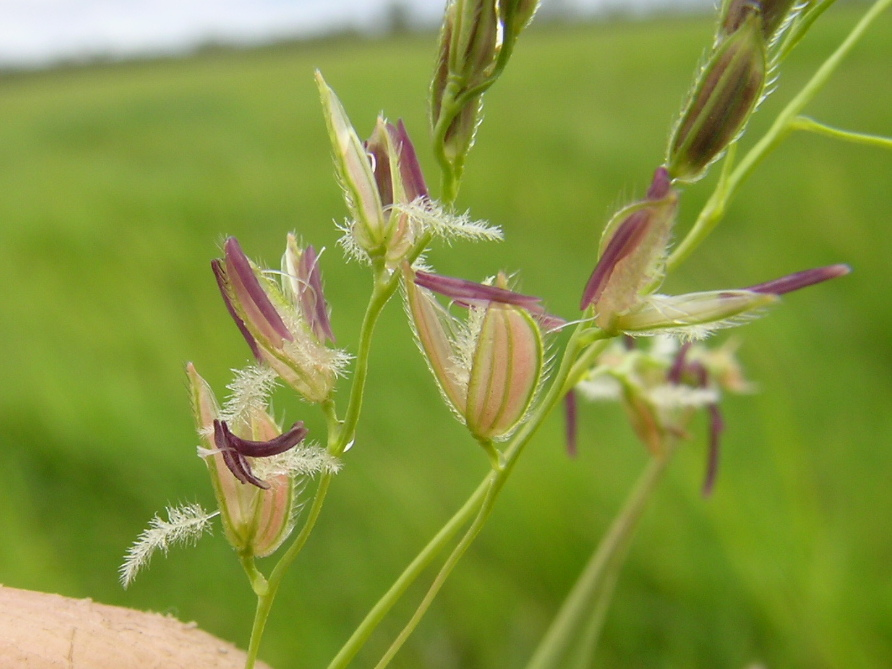
開花中の花序枝
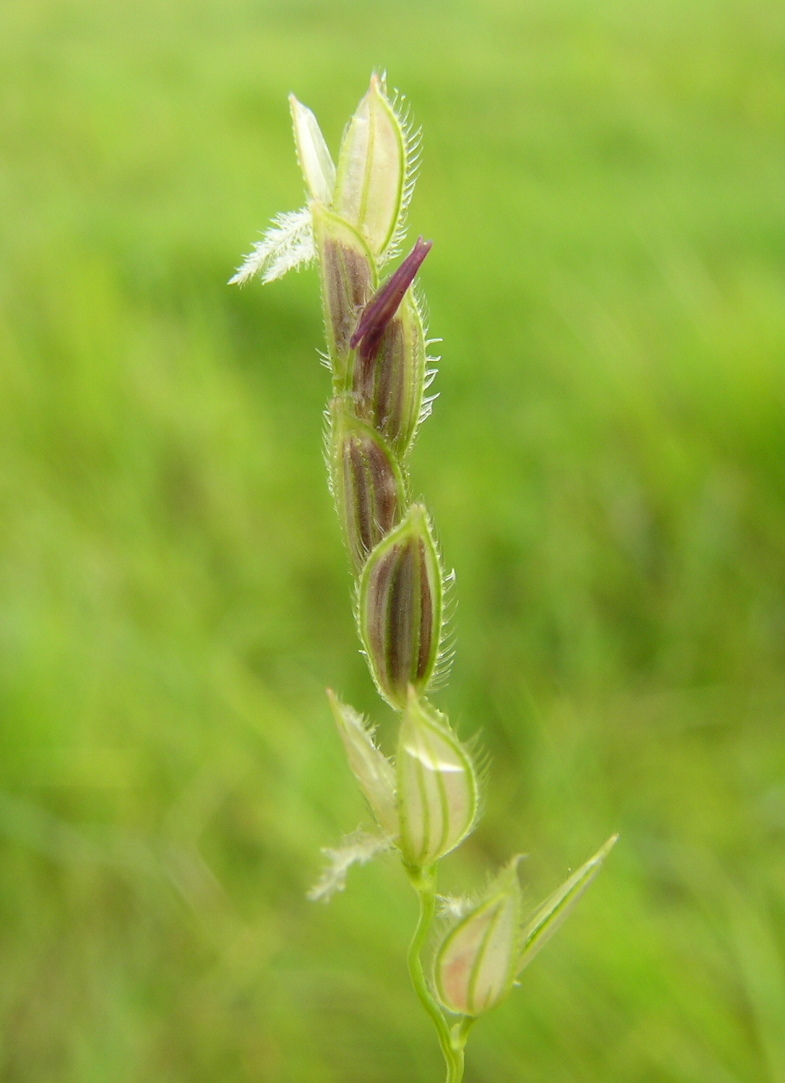
小穂の様子

## 分布と生育環境
日本では南西諸島にあり、国外では東南アジア、インド、アフリカ、オーストラリア、アメリカに見られる。タイにおいてはその生育範囲は海水面の水準から標高1800mにまで渡る。
水中から水辺に生える。タイにおいては水溜まりや水路、湖沼などの縁沿いの砂質、泥質などの地面で開けたところから多少物陰までに生え広がり、時に水田雑草として出現する。

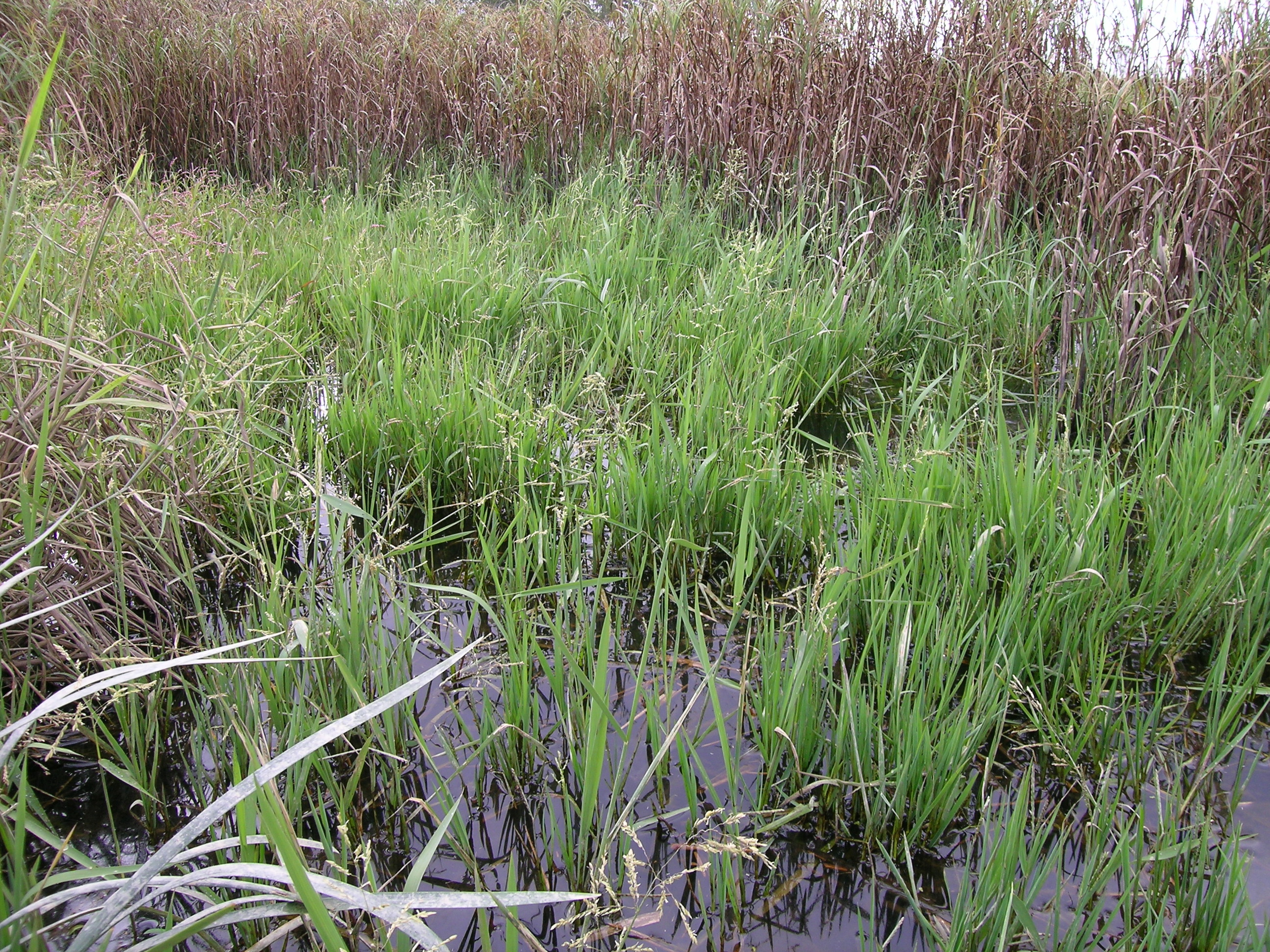
湿地に生育している群落(オーストラリア)
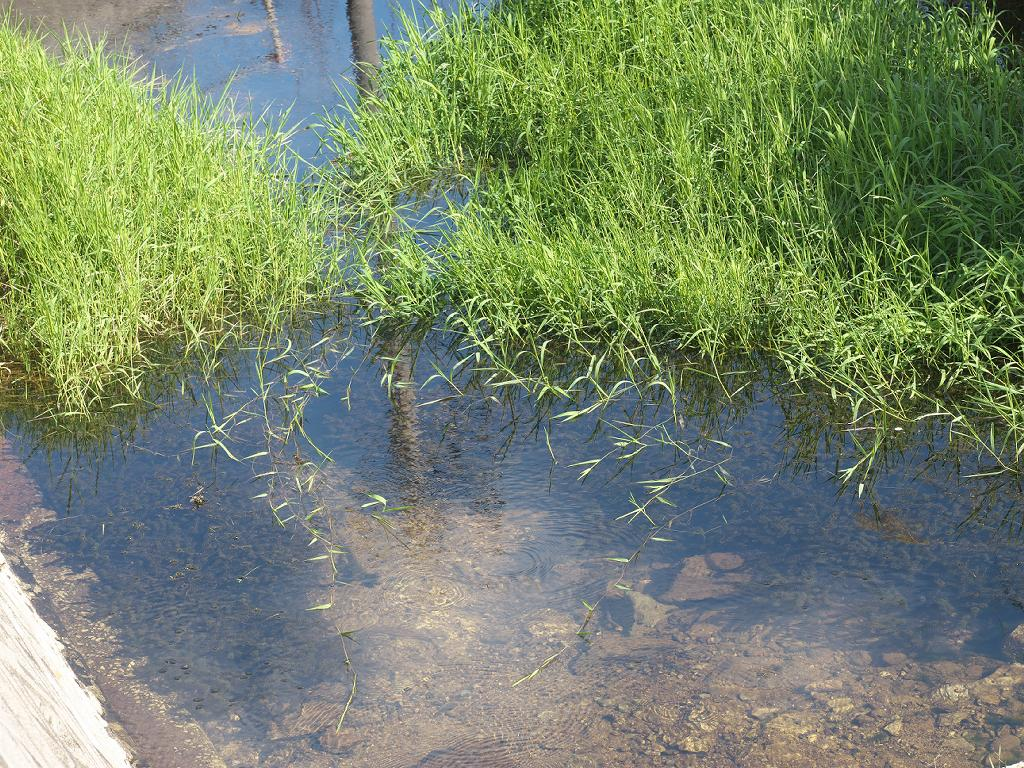
水面に広がる群落(沖縄)
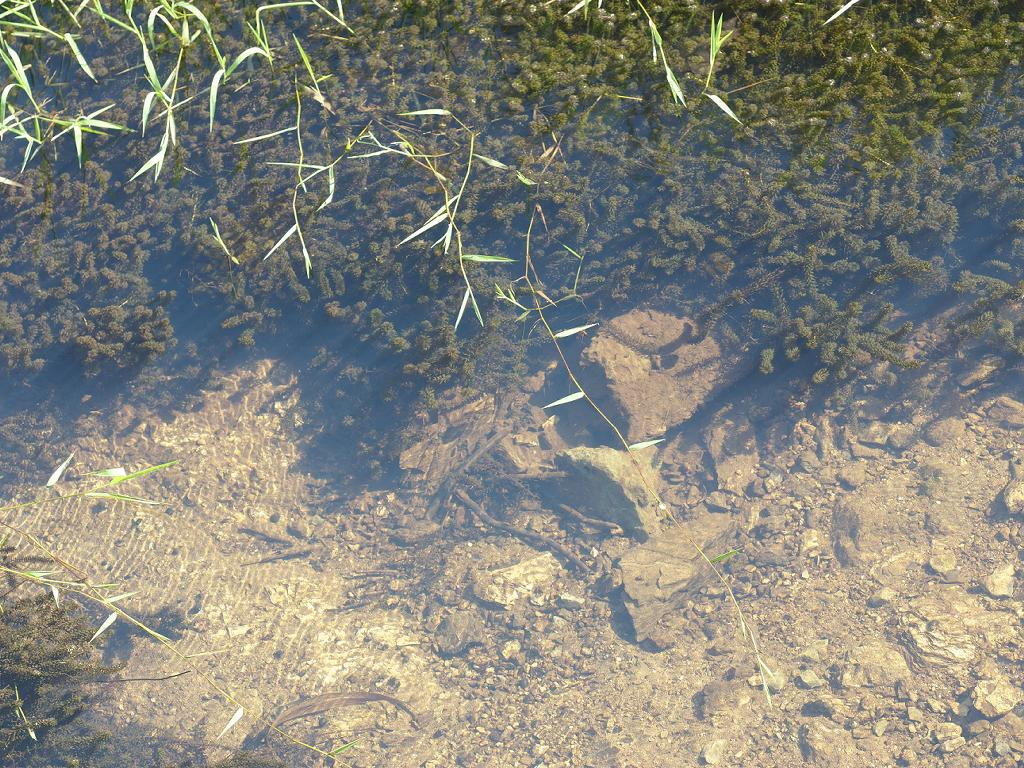
匍匐茎が水面に伸びる様子(沖縄)

## 近縁種、類似種など
本種の属するサヤヌカグサ属には世界の熱帯から温帯に掛けて18種があり、日本には本種以外に3種があり、いずれも水辺に生育するものである。本種にもっともよく似ているのはアシカキ L. japonica で、全体によく似ているが、花序の枝がより太く、小穂は長さ4.5～6mmとやや大きく、また本種では護頴の側脈に疎らにではあるがしっかりした毛が並んでいるのに対して、この種では護頴の側脈は無毛である。
エゾノサヤヌカグサ L. oryzoides とサヤヌカグサ L. sayanuka も全体に似ているが、これらは花序の枝の先端の方にしか小穂を付けず、また枝が細くて先で枝垂れることで判別できる。

## 利害
タイでは家畜の飼料に用いられる。
なお、近年では本種がクロムをその体内に蓄積濃縮することが示されており、そのような重金属汚染に対する利用が期待されている。

## 保護の状況
日本の環境省のレッドデータブックでは準絶滅危惧種に指定されており、県別では鹿児島県で絶滅危惧I類に指定されている。沖縄県では普通種、との判断であろう。